# Lepidopora decipiens
Lepidopora decipiens is een hydroïdpoliep uit de familie Stylasteridae. De poliep komt uit het geslacht Lepidopora. Lepidopora decipiens werd in 1964 voor het eerst wetenschappelijk beschreven door Boschma. 